# Bouteille de secours
Pour les articles homonymes, voir Bouteille (homonymie).
 (octobre 2013).
Si vous disposez d'ouvrages ou d'articles de référence ou si vous connaissez des sites web de qualité traitant du thème abordé ici, merci de compléter l'article en donnant les références utiles à sa vérifiabilité et en les liant à la section « Notes et références ».
Une bouteille de secours (en anglais bailout) est une bouteille de plongée de sécurité utilisée par les plongeurs recycleurs.
Lorsqu'ils utilisent des recycleurs, les plongeurs ne peuvent pas partager leur embout buccal avec d'autres plongeurs en cas de panne d'une machine. Pour pallier ce problème et dans un but de redondance, ils emmènent alors une bouteille dite de secours (ou bailout), bien souvent en aluminium, équipée d'un manomètre et d'un détendeur, remplie avec un gaz en adéquation avec celui utilisé au sein du recycleur, afin d'assurer une remontée en toute sécurité en cas de défaillance de la machine.